# Bătălie pe role (film din 1975)
Bătălie pe role (titlu original: Rollerball) este un film american din 1975 produs și regizat de Norman Jewison. Este creat în genurile SF, sportiv, de acțiune. Rolurile principale au fost interpretate de actorii James Caan, John Houseman, Maud Adams, John Beck, Moses Gunn și Ralph Richardson. Scenariul este scris de William Harrison, pe baza unei povestiri proprii, "Roller Ball Murder", care a apărut prima dată în revista Esquire, numărul din septembrie 1973.
Deși Rollerball are o distribuție americană, un regizor canadian și a fost lansat de compania americană United Artists, a fost produs în Londra și München.

## Distribuție
- James Caan - Jonathan E.
- John Houseman - Mr. Bartholomew
- Maud Adams - Ella
- John Beck - Moonpie
- Moses Gunn - Cletus
- Ralph Richardson - Librarian
- Pamela Hensley - Mackie
- Barbara Trentham - Daphne
- John Normington - Executive
- Shane Rimmer - Rusty, Team Executive
- Burt Kwouk - Japanese Doctor
- Nancy Bleier - Girl In Library
- Richard LeParmentier - Bartholomew's Aide
- Robert Ito - Strategy Coach for Houston Team

## Lansare și primire
În 1975 a primit Premiul Saturn pentru cel mai bun film științifico-fantastic.
A avut încasări de 30 de milioane $.